# Gaillon-sur-Montcient
Gaillon-sur-Montcient là một xã thuộc tỉnh Yvelines, trong vùng Île-de-France, Pháp, tọa lạc khoảng 20 km về phía đông của Mantes-la-Jolie và 3 km về phía tây bắc của Meulan.
Các xã giáp ranh là: Seraincourt về phía đông, Longuesse về phía bắc, Tessancourt-sur-Aubette về phía đông, Meulan và Hardricourt về phía nam.
Village d'origine gallo-romaine.
Bản mẫu:Tổng Meulan
==Tham khảo==